# Objekti dubokog svemira
Objekt dubokog (ili dalekog) svemira je svaki astronomski objekt koji nije pojedinačna zvijezda ili objekt Sunčevog sustava (poput Sunca, Mjeseca, planeta, kometa itd.). Ovaj naziv obuhvaća objekte koji su u svojoj naravi raznovrsni, od raznih maglica do galaktika.